# 東区 (嘉義市)
東区（ドン/ひがし-く）は台湾嘉義市に位置する市轄区。

## 地理
- 台湾南部地方に位置する嘉義市にある市轄区。

## 歴史
日本統治時代の新高町、山下町、宮前町、東門町、朝日町、檜町、北門町、元町、南門町、堀川町、山子頂、盧厝、紅毛埤、台斗坑、後湖、下路頭を統合して形成された。

## 行政区域
| 地区   | 里                                                                                             |
| ------ | ---------------------------------------------------------------------------------------------- |
| 公園   | 蘭潭里、圳頭里、後庄里、王田里、新店里、長竹里、文雅里、盧厝里、鹿寮里、東川里、短竹里         |
| 東南門 | 過溝里、太平里、中山里、中央里、東興里、華南里、朝陽里、民族里                                 |
| 新南   | 興安里、安業里、興仁里、興村里、安寮里、頂寮里、芳安里、芳草里、豊年里、興南里、宣信里、新開里 |
| 北門   | 林森里、頂庄里、義教里、荖藤里、後湖里、仁義里、中庄里、北門里                                 |

## 教育

### 小学校
- 国立嘉義大学附設実験国民小学
- 嘉義市立崇文国民小学
- 嘉義市立民族国民小学
- 嘉義市立宣信国民小学
- 嘉義市立嘉北国民小学
- 嘉義市立林森国民小学
- 嘉義市立精忠国民小学
- 嘉義市立蘭潭国民小学
- 嘉義市立興安国民小学
- 嘉義市立文雅国民小学

### 中学校
- 嘉義市立嘉義国民中学
- 嘉義市立大業国民中学
- 嘉義市立北興国民中学
- 嘉義市立南興国民中学
- 嘉義市立蘭潭国民中学

### 高等学校

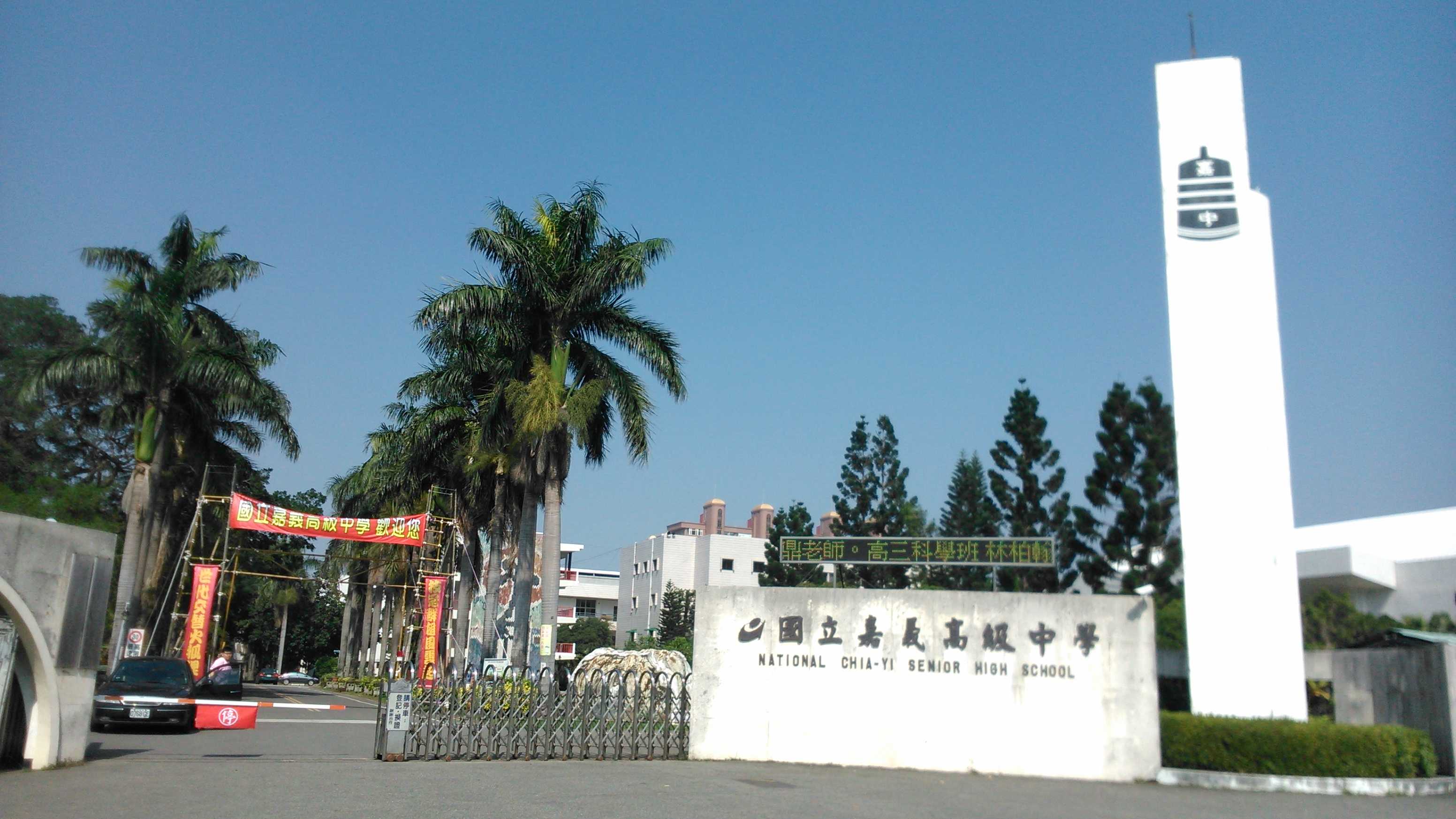
国立嘉義高級中学の校門

- 国立嘉義高級中学
- 私立興華高級中学
- 私立仁義高級中学
- 私立嘉華高級中学
- 私立輔仁高級中学
- 私立宏仁女子高級中学
- 私立立仁高級中学
- 国立嘉義高級商業職業学校
- 国立嘉義高級工業職業学校
- 国立嘉義高級家事職業学校
- 国立華南高級商業職業学校
- 私立東呉高級工業家事職業学校

### 大学
- 国立嘉義大学蘭潭キャンパス・林森キャンパス
- 大同技術学院嘉義キャンパス
- 私立崇仁医護管理専科学校嘉義キャンパス

## 観光

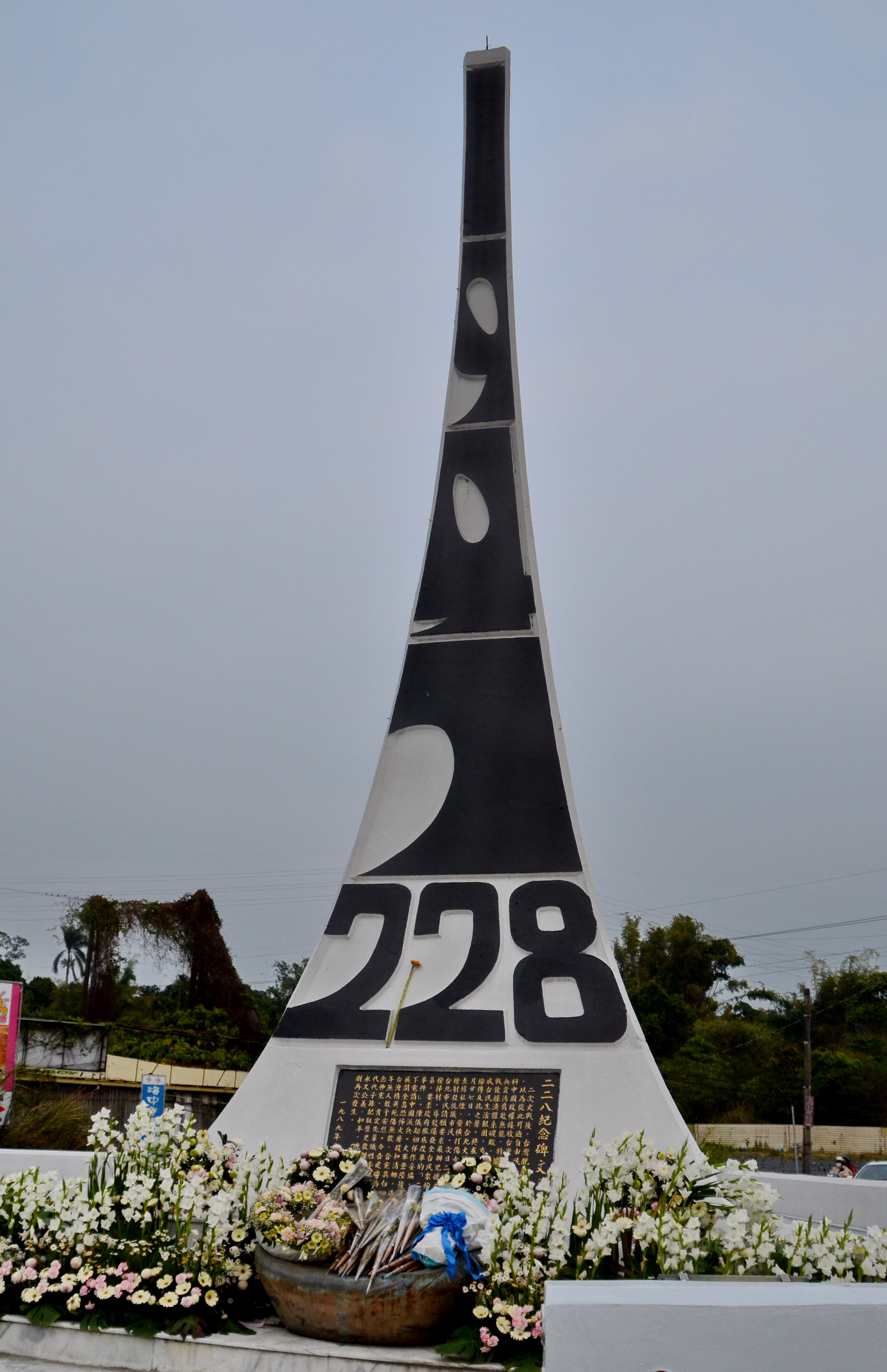
弥陀路二二八紀念碑

- 文化路夜市
- 弥陀夜市
- 蘭潭湖（中国語版）
- 嘉義城隍廟（中国語版）
- 嘉義九華山地蔵庵
- 嘉義公園
  - 福康安紀功碑
  - 射日塔（中国語版）（旧嘉義神社）
  - 嘉義市史跡資料館
  - 嘉義孔子廟（中国語版）
- 嘉義市立文化センター（中国語版）
- 北門駅
- 嘉義市弥陀路二二八紀念碑（中国語版）
- 旧嘉義監獄（中国語版）